# Uxmal

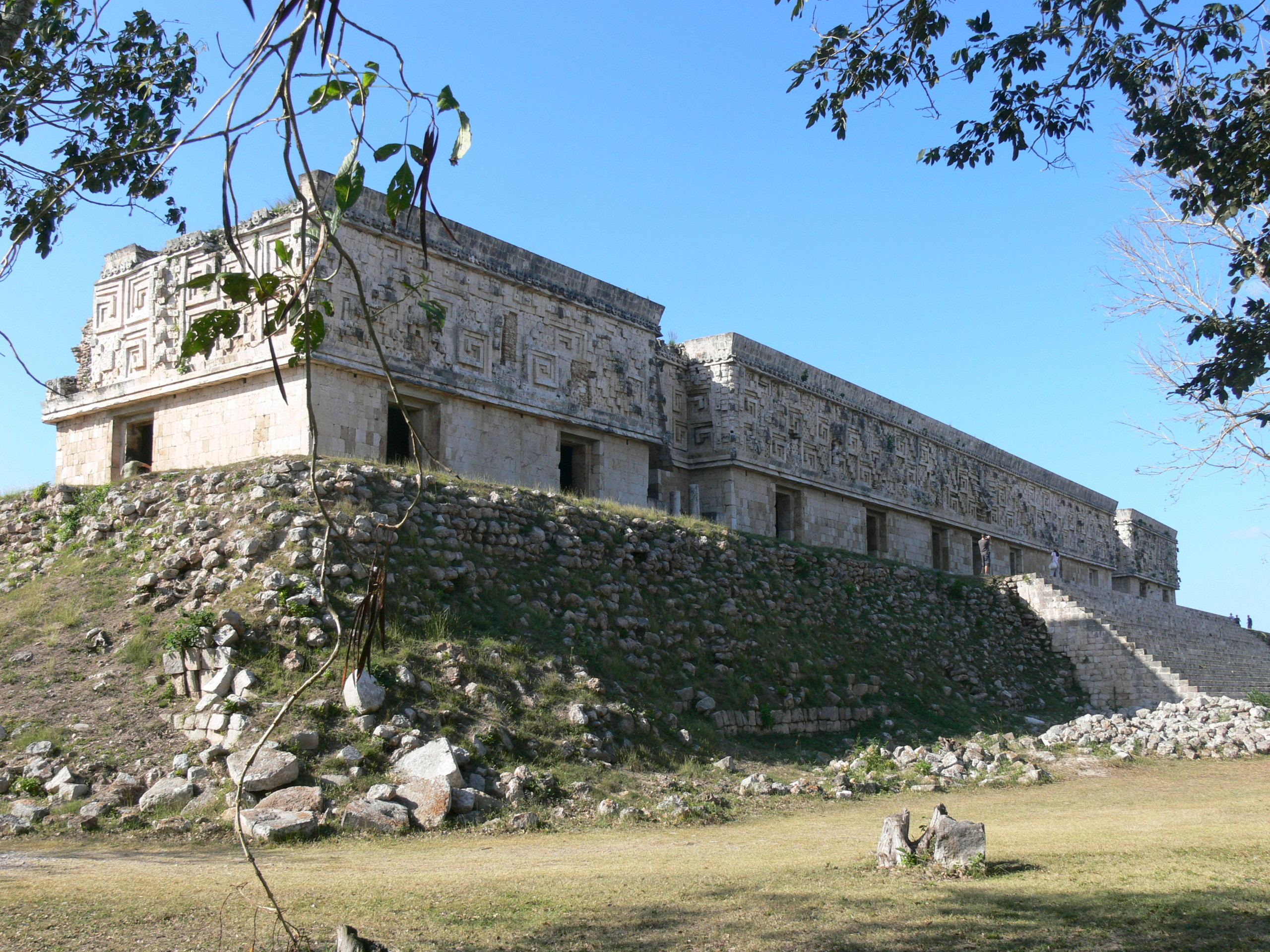
A Kormányzó palotája

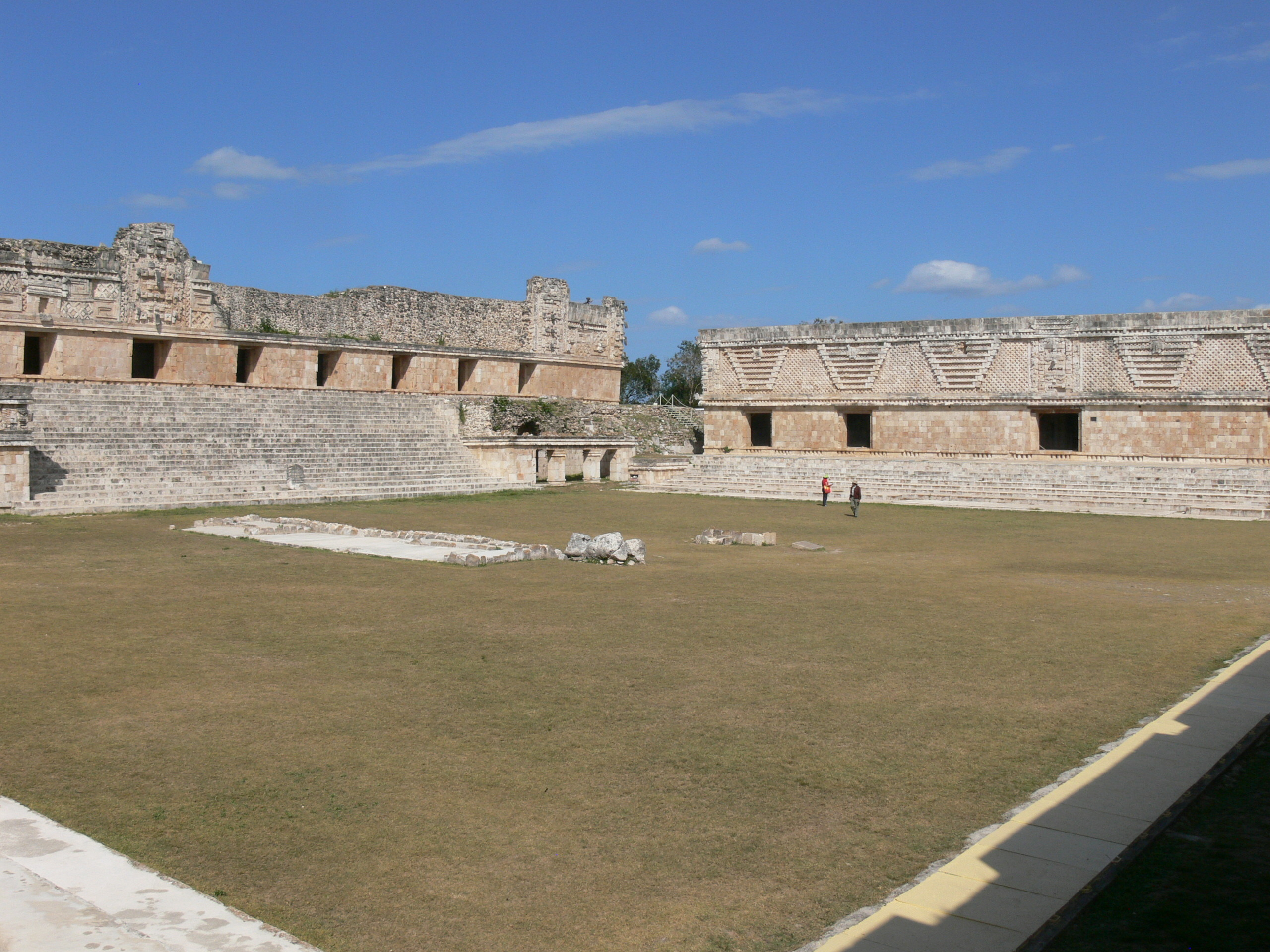
Az apácazárda

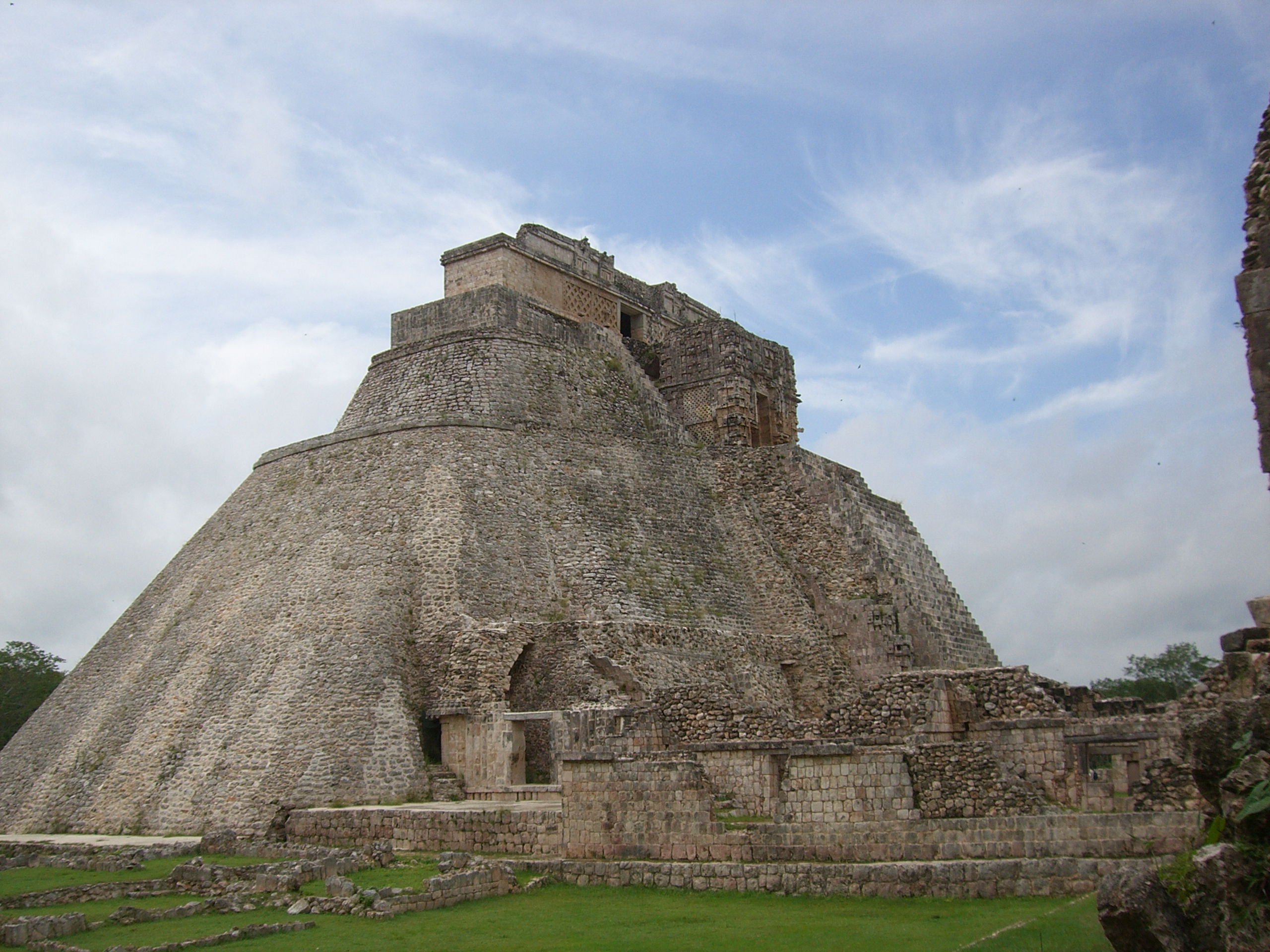
A Varázsló piramisa

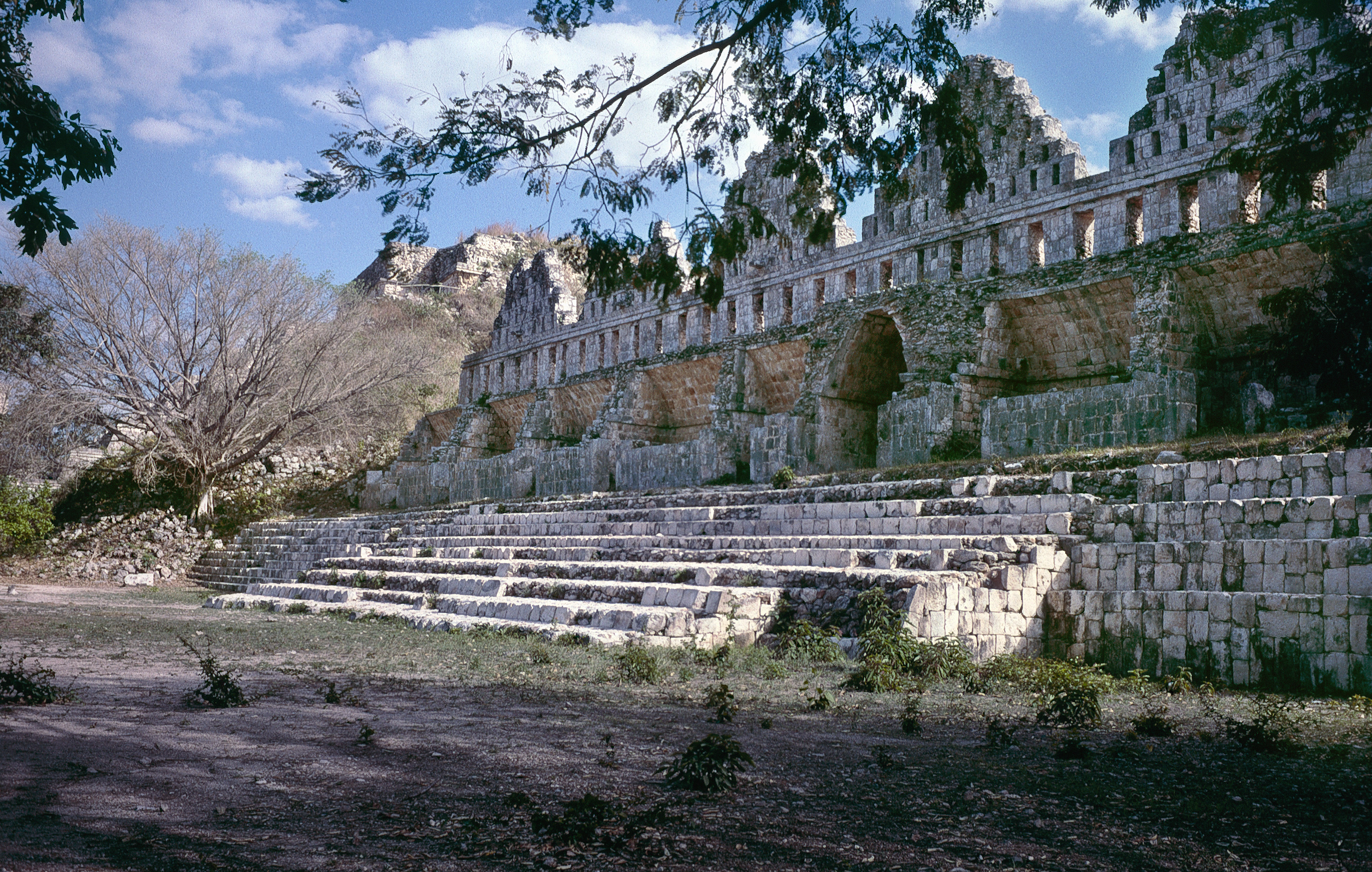
A Galambdúc

Uxmal városa (maja nyelven: Óoxmáal) a Yucatán-félszigeten, a mexikói Yucatán államban helyezkedik el. A maják alapították. A maja civilizáció késői klasszikus korában kb. i. sz. 800 és i. sz. 1000 között élte virágkorát és a Mayapán városszövetségbe tartozott. A város nevének jelentése: Háromszor épített.

## A terület
A Yucatán-félsziget északnyugati része olyan városok vezetésével mint Uxmal, Kabáh, Sayil és Chichén Itzá i. sz. 700 és i. sz. 1000 között egy kulturálisan virágzó korszakot élt át. A városok műemléki központjaiban az épületek homlokzatait mészkőtömbökből alakították ki és bonyolult mozaikokkal díszítették. Gyakoriak voltak a kőből kialakított vesszőfonadék minták és az istenségek nagyméretű torz arcmásainak ábrázolásai. A kutatások alapján jelenleg nem dönthető el, hogy a terület felvirágzása kapcsolatba hozható-e a Mexikói-öböl partvidékéről bevándorló chantál maja vagy putún néven ismert törzsekkel.

## Uxmal városa
A kulturális virágzás első évszázadaiban a területen Uxmalé volt a vezető szerep. Uxmal a késő klasszikus korban élte virágkorát, amikor sok alföldi maja város már hanyatlásnak indult. A régészeti kutatások alapján valószínűsíthető, hogy a város területe már a preklasszikus időben is lakott volt, de csak i. sz. 800 és i. sz. 1000 között vált fontos központtá. Az épületek mellett számos sztélét is feltártak, de ezek feliratai sajnos nem szolgálnak történelmi adatokkal. Az egyetlen adat Chac uralkodó neve, aki i. sz. 900 körül uralkodott. Az épületek tetejét gyakran álboltozatokkal zárták le, az építkezéseknél sokszor alkalmaztak négyszögletes fejezetekben végződő oszlopokat. A frízek némelyikén pl. az Apácazárda homlokzatán a hagyományos pálmatetős maja kunyhók stilizált változata látható kőből kialakítva. Az épületek sok helyiségből állnak, általában téglalap alakúak és egy központi udvar köré épültek. Eredeti funkcióikat nem ismerjük, valószínűleg szertartási központok, vagy az uralkodó palotái lehettek. A város ma is látható műemlékeinek nagy része Chac király uralkodása idejéből származik, az i. sz. 9. század végéről és az i. sz. 10. század elejéről. A leghíresebbek a dombra épült és korábbi épületeket magába foglaló Kormányzó palotája, és az Apácazárda. A Varázsló piramisa, amelynek lekerekített sarkai egyedülállóak a maja művészetben valamivel később épült.

## A fontosabb épületek
- a ma Apácazárda néven ismert épületegyüttes, amely egy négyszögletes udvart fog körül. Nevét arról kapta, hogy a központi udvar köré épített épületkomplexumban számos cellaszerű helyiség található. Homlokzatát a világ teremtésére és annak isteni eredetű királysággal való kapcsoltatára utaló motívumok díszítik.
- A király rezidenciája valószínűleg a ma Kormányzó palotája néven ismert, egy domb tetején álló épületben lehetett. Főépületéhez két melléképület csatlakozott, az összekötő átjárókat előcsarnokkal ellátott szentéllyé alakították át. A homlokzat díszítés nélküli alsó sávja és a gazdagon felékesített felső fríz éles ellentétben áll egymással. A palota homlokzatát dél felé tájolták, abba az irányba, ahol a Vénusz felkel. Elképzelhető, hogy a király a palota előtt található kétfejű jaguárt ábrázoló trónon ülve figyelte az eseményt, így erősítve a személye és a csillag közötti képzeletbeli kapcsolatot.
- A maga nemében egyedülálló Varázsló piramisa több egymásra helyezett tömbből kialakított piramis. Délkeleti oldalán lépcső vezet fel egy szentélyhez, amelynek homlokzatát a mindent elnyelő Földszörny kitátott szája díszíti. A piramis tetejére később egy másik, nagyméretű szentélyt emeltek, amely a keleti oldalon található lépcsősoron közelíthető meg.
- az ún. Galambdúc, amely nevét európai galambdúcokra emlékeztető áttört oromdíszéről kapta, egy palotaszerű épület. A kutatások során építésének idejét eddig még nem tudták megállapítani, de valószínűsíthető hogy az i. sz. 9. század előtt épült. Az épületen megcsodálható a különböző régiókból származó stíluskeveredés.
- A Temető csoport domborművei, amelyeken koponya és keresztbe tett lábszárcsontok láthatók tolték eredetre utalnak.
- Uxmalban találhatók ezenkívül piramisegyüttesek, és egy labdajátéktér is, mindegyik klasszikus kori maja stílusú.

## A romváros részei
- az Északi csoport
- a Sztélék platformja
- az Apácazárda
- a Varázsló piramisa
- a Temető csoport
- a Labdajátéktér
- a Teknőcök háza
- a Kormányzó palotája
- a Galambdúc
- a Nagy piramis
- a Déli csoport
- a Vénasszony piramisa